# Mormo pintica
Mormo pintica là một loài bướm đêm trong họ Noctuidae.